# César Camargo Mariano

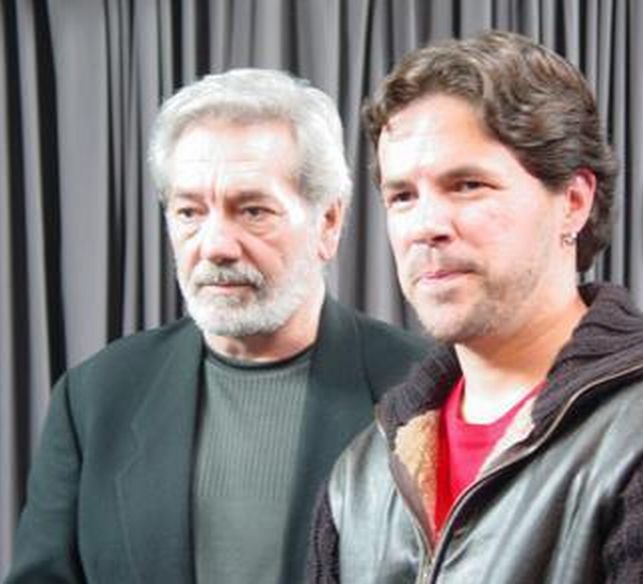
César Camargo Mariano con su hijo, el cantante Pedro Mariano (2005).

César Camargo Mariano(São Paulo, 19 de septiembre de 1943) es un pianista, arreglador, productor musical y compositor brasileño.
Se le considera uno de los instrumentistas más renombrados fuera de su país.

## Biografía
En junio de 1957 —cuando Camargo Mariano todavía no había cumplido los 14 años— la trombonista estadounidense Melba Liston lo invitó a participar en su concierto en un club de jazz en Río de Janeiro. Entonces apareció en un programa especial de radio Globo (en Río) llamado «El niño prodigio que toca jazz».
Ese mismo año, Camargo Mariano conoce a Johnny Alf, quien —debido a su gran amistad— viene a vivir a casa de su familia.
Juntos en su casa en San Pablo, Camargo se vuelve familiar con los secretos del arreglo, la composición y las artes del cine y el teatro, gracias al aliento de Alf.
Empezó a actuar como profesional en la orquesta de William Furneaux, y en 1962 formó el grupo Três Américas, que tocaba en fiestas y bailes.
Estudió con su padre, maestro de música, la teoría detrás de lo que oía y tocaba de oído. Sin embargo no se convirtió en un músico académico.
Después de dos años de intentos de aprender música clásica, Camargo continuó tocando de oído.
Formó grupos amateurs vocales e instrumentales.
A principio de los años sesenta, cuando el bossa nova empezaba a entrar en el mercado mundial, el adolescente Camargo Mariano ya era famoso por su habilidad para el swing y por su ahora legendaria mano izquierda.
En 1963 fue a São Paulo e integró el Quarteto Sabá, con quienes graba su primer LP. En seguida formó el Sambalanço Trio, con Airto Moreira y Humberto Claiber. Grabaron un disco con Lennie Dale y ganaron varios premios.
A fines de los años sesenta, la red TV Récord de São Paulo lo invitó a un especial llamado Passaporte para o Estrelato (pasaporte para el estrellato).
Fue contratado por la empresa, donde trabajó como instrumentista y arreglador, y grabó varios discos con su grupo Som Três.
Participó como jurado en festivales de música de la Récord.
Sus dos grupos de esa época, Sambalanço Trio y Som Tres, se consideran los puntos más altos del jazz brasilero. Su álbum de jazz Samambaia (1981), fue uno de los más conocidos tanto en Brasil como en EE. UU.
Las colaboraciones de Camargo a los más importantes cantantes de Brasil, como Wilson Simonal y Elis Regina, le dieron fama mundial.
El histórico álbum Elis e Tom (1973), hecho junto con Tom Jobim, presentó a Camargo como productor, pianista y director musical.
También participó en trabajos con Chico Buarque, Maria Bethânia, Jorge Ben y otros.
En la misma época, entró en el mercado de los jingles y las canciones para cine y propaganda.
Desde entonces, Camargo Mariano trabajó con muchas personalidades del espectáculo, como Yo-Yo Ma, o Blossom Dearie. También ha compuesto mucha música para películas y televisión.
En los años ochenta Camargo Mariano grabó dos discos considerados históricos: Samambaia, con el guitarrista Hélio Delmiro, y Voz e suor, con la cantante Nana Caymmi.
Fue el primero en utilizar sintetizadores en sus arreglos musicales
Continuó actuando como arreglador, productor, compositor y pianista en Brasil hasta 1994, cuando se mudó a Estados Unidos, donde comenzó a trabajar con el compositor Sadao Watanabe, que lo llevó a giras a Japón.

## Vida privada
De su primer matrimonio (con la cantante brasileña Marisa Gata Mansa), tuvo un hijo, Marcelo Mariano, actualmente un gran bajista en Brasil.
Luego estuvo 8 años en pareja con la cantante más famosa de Brasil, Elis Regina. Tuvieron dos hijos: Pedro Mariano y Maria Rita, actualmente famosos cantantes en Brasil.
De su segundo matrimonio (con Flavia Rodrigues Alves, desde 1982) tuvo una hija, Luisa Camargo Mariano, también cantante, que actualmente (2008) se encuentra estudiando en el Berklee College of Music (EE. UU.).
En abril de 1994, Camargo Mariano se mudó a EE. UU., donde vive con su esposa y su hija.
En 2006 recibió el premio Grammy Latin Recording Academy Lifetime Achievement.

## Discografía
- Quarteto Sabá (1964) RGE
- Sambalanço Trio (1964) RGE
- Sambalanço Trio II (1965) RGE
- Lennie Dale e o Sambalanço Trio (1965) Elenco
- Raulzinho e o Sambalanço Trio (1965) RCA
- Reencontro com Sambalanço Trio (1965) RGE
- Octeto de César Camargo Mariano (1966) RGE
- Som Três (1966) RGE
- Som Três Show (1968)
- Som Três Vol. II (1969) RGE
- Som Três Vol. III - Um é Pouco, Dois é Bom (1970)
- Som Três Vol. IV - Tobogã (1971) Odeon Brazil
- São Paulo - Brasil (1978) RCA Brazil
- César Camargo Mariano & Cia. (1980)
- Samambaia (1981) EMI/Odeon Brazil
- A Todas As Amizades (1983) Columbia Brazil
- Todas As Teclas (1984) Ariola - with Wagner Tiso
- Voz & Suor (1984) EMI/Odeon
- Prisma (1985) Pointer - Brazil
- Mitos (1988) Sony Brazil
- Ponte das Estrelas (1988) Sony Brazil
- César Camargo Mariano (1989) Chorus Brazil
- Natural (1993) Polygram
- Nós (1994) Velas - with Leny Andrade
- Solo Brasileiro (1994) Polygram Brazil
- Piano Voz y Sentimiento (1997) Polygram México
- Duo: Romero Lubambo e César Camargo Mariano (2002) Trama Brazil
- Nova Saudade (2002) Rob Digital Brazil
- Piano & Voz: César Camargo Mariano e Pedro Mariano (2003) Trama Brazil
- Ao Vivo with Leny Andrade (2007)

## Premios

### Premios CLIO
International Radio
WINNER: MUSIC/LYRICS
Chevrolet Line - The World Out There
Music Director
Music Composer
International Radio
WINNER: OVERALL CAMPAIGN
Chevrolet Line - The World Out There
Music Director
Music Composer
International TV/Cinema
RECOGNITION:MUSIC
GM Cars - See The Country
Music Composer
International Radio
RECOGNITION: BEVERAGES
Coca- Cola - There Are Times....
Music Composer
International Radio
RECOGNITION: MUSIC / LYRICS
Chevrolet Line - Come On
Music Composer
International Radio
RECOGNITION: BEVERAGES
Coca-Cola - It Doesn't Matter...
Personalities
International Radio
RECOGNITION: OVERALL CAMPAIGN
Coca-Cola - There Are Times..., It Doesn't Matter
Music Composer
International Radio
RECOGNITION: AUTOMOTIVE
Chevrolet Line - Come On
Music Composer
International Radio
RECOGNITION: MUSIC SCORING
Hilton Cigarettes - Hilton
Music Arrangement
International Radio
RECOGNITION: AUTOMOTIVE
Chevrolet Line - It's For Real Samba
Composer
Music Director
International Radio
RECOGNITION: AUTOMOTIVE
Chevrolet Line - It's For Real Funk
Composer

### Premios Grammy
2006 Latin Grammy Lifetime Achievement Award
2007 Best MPB Album: Ao Vivo (with Leny Andrade)

### Nominaciones a los Premios Grammy
Fifth Latin Grammy Awards
Best MPB Album: Piano & Voz

### Premio Sharp Music
Second Sharp Music Award
Best Arranger Samba
Fifth Sharp Music Award
Best Arranger: Instrumental
Seventh Sharp Music Award
Best Arranger: Instrumental

### Premio Playboy
V Playboy Award
Best Arranger

### TIM Music Award
First Brazilian TIM Music Award
Best Instrumental Album: Duo

### Premios APCA
- 1972 Best Arranger
- 1974 Best Arranger
- 1976 Special Higlight
- 1978 Best Arranger
- 1979 Best Arranger
- 1980 Best Pianist
- 1979 Best Arranger
- 1982 Best Arranger and Best Pianist
- 1983 Best Arranger and Best Pianist
- 1984 Best Arranger and Best Pianist